# Monopis anaphracta
Monopis anaphracta är en fjärilsart som beskrevs av László Anthony Gozmány. Monopis anaphracta ingår i släktet Monopis och familjen äkta malar. Inga underarter finns listade i Catalogue of Life.